# Amygdala (Ex Libris)
Amygdala is het eerste studioalbum van de Nederlandse symfonische metalband Ex Libris.

## Tracklist
1. Dawn of Sugars – 7:56
2. Love Is Thy Sin – 8:30
3. Breathe with Me – 4:48
4. Sail... – 3:56
5. ...Out to Farewell – 5:27
6. Death Becomes Us All (Instrumentaal) – 3:00
7. Destined – 6:40
8. The Day Our Paths End – 17:56

## Bezetting
Ex Libris
- Dianne van Giersbergen - zang
- Paul van den Broek - gitaar
- Eva Albers - gitaar
- Koen Stam - keyboard
- Peter den Bakker - basgitaar
- Joost van de Pas - drums / zang op track 7